# ジェリウムモデル
ジェリウム（Jellium）は、固体中の原子核がもつ正電荷と電子密度が、固体内で均一に分布していると仮定する模型である。この模型によって、結晶格子などの固体の構造を無視して、固体中の電子の量子力学的性質と、固体中の電子との相互作用によって起こる効果について比較的簡単に議論することが可能になる。均一電子ガスまたは一様電子ガス（uniform electron gas、UEG; homogeneous electron gas、HEG）とも呼ばれる。

## 概要
ジェリウムは、非局在化した金属中の電子の単純な模型として、固体物理学でしばしば使われ、遮蔽、プラズモン、ウィグナー結晶化、フリーデル振動といった金属の特徴を定性的に再現できる。
絶対零度では、ジェリウムの性質は一定の電子密度にのみ依存する。これが密度汎関数理論内での取り扱いに役立つ。ジェリウム模型自身は交換-相関エネルギー密度汎関数への局所密度近似の基礎を与える。
「Jellium」という用語は、コニャーズ・ヘリングによる造語である。これは「positive jelly」背景とそれが示す典型的な金属的振る舞いを暗示する。
ジェリウムモデルのみ（例：正電荷のジェリウム＋自由電子）で電子状態の計算が行われる以外にも、バンド計算においては単位胞内で通常電荷の中性が保たれるが、電子が過剰あるいは過少にあると仮定し、そのままの計算ではエバルト項などが発散してしまう場合に使われる。この発散の問題を解消するため、電子が過剰な場合は全体の電荷中性を満たすよう、正（過少なら負）の一様な電荷（→ジェリウム）を分布させる。ただし、これは近似なので、現実の系を正しく記述できてはいない。

## ハミルトニアン
電子系のハミルトニアンが
{\displaystyle H^{(\mathrm {e} )}=\sum _{i}\left({\frac {{\boldsymbol {p}}_{i}^{2}}{2m}}+V_{L}({\boldsymbol {r}}_{i})\right)-\sum _{i\neq {}j}{\frac {e^{2}}{|{\boldsymbol {r}}_{i}-{\boldsymbol {r}}_{j}|}}+E_{I}}
で与えられるときを考える。ここで、{\textstyle V_{L}({\boldsymbol {r}}_{i})}は格子ポテンシャルで、{\displaystyle E_{I}}はイオンの背景電荷によるエネルギーである。これらは
{\displaystyle V_{L}({\boldsymbol {r}}_{i}):=-\sum _{\lambda }{\frac {Z_{\lambda }e^{2}}{|{\boldsymbol {r}}_{i}-{\boldsymbol {R}}_{\lambda }|}},\ E_{I}:=\sum _{\lambda \neq {}\lambda '}{\frac {Z_{\lambda }Z_{\lambda '}e^{2}}{|{\boldsymbol {R}}_{\lambda }-{\boldsymbol {R}}_{\lambda '}|}}}
で定義される。ここで{\displaystyle {\boldsymbol {r}}_{i}}は{\displaystyle i}番目の電子の位置、{\displaystyle {\boldsymbol {R}}_{\lambda }}は{\displaystyle \lambda }番目のイオンの位置、{\displaystyle m}は電子の電荷、{\displaystyle Z_{\lambda }}はイオンの価数を表す。ジェリウムモデルでは、格子ポテンシャルを連続体近似して、{\displaystyle V_{L}({\boldsymbol {r}})=-\sum _{\lambda }{\frac {Z_{\lambda }e^{2}}{|{\boldsymbol {r}}-{\boldsymbol {R}}_{\lambda }|}}\simeq -\int {}d^{3}R{\frac {Ze^{2}n_{I}}{|{\boldsymbol {r}}-{\boldsymbol {R}}|}}=-n\int {}d^{3}R{\frac {e^{2}}{|{\boldsymbol {r}}-{\boldsymbol {R}}|}}}
{\displaystyle E_{I}=\sum _{\lambda \neq {}\lambda '}{\frac {Z_{\lambda }Z_{\lambda '}e^{2}}{|{\boldsymbol {R}}_{\lambda }-{\boldsymbol {R}}_{\lambda '}|}}\simeq \iint {}d^{3}Rd^{3}R'{\frac {Z^{2}e^{2}n_{I}^{2}}{|{\boldsymbol {R}}-{\boldsymbol {R}}'|}}=n^{2}\iint {}d^{3}Rd^{3}R'{\frac {e^{2}}{|{\boldsymbol {R}}-{\boldsymbol {R}}'|}}.}とする。ここで{\displaystyle n}は電子密度、{\textstyle n_{I}}はイオン密度である。